# Walter Risse (General)
Walter, auch Walther, Ernst Risse (* 13. Dezember 1892 in Geithain; † 25. Juni 1965 in Hamburg) war ein deutscher Offizier, zuletzt Generalleutnant im Zweiten Weltkrieg.

## Leben
Walter Risse trat im April 1914 als Einjährig-Freiwilliger in die Kaiserliche Marine ein und kam zur II. Matrosen-Division. Bis Mai 1915 diente er erst auf dem Linienschiff Kaiser Barbarossa und später auf dem Linienschiff Kaiser Karl der Große. Anschließend war er bis September 1915 auf dem Großlinienschiff König Albert. Für jeweils einen Monat war er erst wieder in der II. Matrosen-Division und dann an der U-Bootschule. Hier wurde er am 16. November 1915 zum Leutnant zur See der Reserve befördert. Im Dezember 1915 diente er als Wachoffizier auf dem U-Boot UC 11. Bis Dezember 1917 wechselte er in dieser Position erst auf UB 20, dann auf UB 36 und später auf dem Schulboot UC 58. Zwischendurch nahm er an Kuraufenthalten teil, war dann bis Juni 1918 auf UC 58 als Wachoffizier. Anschließend wurde er an die U-Bootschule kommandiert und war zeitgleich bis Kriegsende Kommandant von UB 5.
Am 3. Dezember 1918 wurde er aus der Marine entlassen. Am 1. September 1920 kam er zum Reichswasserschutz. Am 10. Dezember 1920 erhielt er den Charakter als Oberleutnant zur See der Reserve verliehen und wechselte am 11. Dezember 1920 in den Polizeidienst.
Als Major wurde er Ende 1935 in die Wehrmacht übernommen. Ab 1. April 1938 Oberstleutnant war er ab 1. Februar 1939 Kommandeur des II. Bataillons des Infanterie-Regiments 37 (Osnabrück). Am 1. September 1939 übernahm er das neu aufgestellte Infanterie-Regiment 474 (Osnabrück) bei der 254. Infanterie-Division. Erst in Frankreich eingesetzt, ging es Anfang 1941, am 1. April 1941 wurde Risse zum Oberst befördert, nach Russland und nahm am Ostfeldzug teil. Bei der Eroberung von Reval konnte sich das Regiment auszeichnen und Risse erhielt das Ritterkreuz verliehen.
Vom 25. September 1942 bis Kriegsende war er Kommandeur der 225. Infanterie-Division. In dieser Position wurde er erst am 1. November 1942 zum Generalmajor und dann am 1. Januar 1943 zum Generalleutnant befördert. Mit der Division kämpfte er an der Ostfront. Risse führte die Division u. a. während der Kesselschlacht von Demjansk und bei Kämpfen um den Ilmensee. Bei allen sechs Kurlandschlachten war die Division eingebunden und ging im Kurland am 9. Mai 1945 in russische Gefangenschaft.
Risse wurde am 10. Oktober 1955 aus dieser Kriegsgefangenschaft entlassen.

## Auszeichnungen
- Eisernes Kreuz (1914) II. und I. Klasse
- Spange zum Eisernen Kreuz II. und I. Klasse
- Deutsches Kreuz in Gold am 30. September 1944
- Ritterkreuz des Eisernen Kreuzes mit Eichenlaub[5]
  - Ritterkreuz am 22. September 1941
  - Eichenlaub am 18. Januar 1945 (704. Verleihung)